# 圣德肋撒圣若瑟堂 (马德里)
圣德肋撒圣若瑟堂 (西班牙语: Iglesia Parroquial de Santa Teresa y San José),又名圣德肋撒堂和赤足加尔默罗会修道院 (Templo Nacional de Santa Teresa de Jesús y Convento de los Padres Carmelitas Descalzos),是西班牙马德里的一座罗马天主教教堂。它在1995年被宣布为西班牙文化财产。

## 历史
赤足加尔默罗会从1876年在马德里立足，先是栖身于一个临时小堂，1916年4月28日在西班牙广场奠基。这是建筑师Jesús Carrasco-Muñoz的作品，在1928年完成，为哥特式和拜占庭风格的混合。该堂在1931年严重损坏，在西班牙内战末期修复。

## 描述
其立面类似中世纪堡垒，在正门之上有一个德肋撒雕像。并且为它的轻的内部被注意。教堂的穹顶覆盖五颜六色的马赛克瓷砖。
|  |  |  |  |  |